# Józef Lange (starosta)
Józef Lange – c.k. urzędnik austriacki, starosta brzozowski w latach 1908–1910.
W czasie jego rządów, w 1909 utworzono w Brzozowie gimnazjum państwowe oraz oddano do użytku budynek Towarzystwa Gimnastycznego "Sokół".